# Kelanir
Kelanir is een bestuurslaag in het regentschap Sumbawa Barat van de provincie West-Nusa Tenggara, Indonesië. Kelanir telt 1174 inwoners (volkstelling 2010).